# Assumption Parish
Das Assumption Parish (französisch Paroisse de l'Assomption) ist ein Parish im Bundesstaat Louisiana der Vereinigten Staaten. Bei der Volkszählung im Jahr 2020 hatte das Parish 21.039 Einwohner und eine Bevölkerungsdichte von 24 Einwohnern pro Quadratkilometer. Der Verwaltungssitz (Parish Seat) ist Napoleonville, benannt nach J. L. Napoleon, einem hier ansässigen Plantagenbesitzer.

## Geografie
Das Parish liegt im Südosten von Louisiana und ist im Südwesten etwa 50 km vom Golf von Mexiko entfernt. Es hat eine Fläche von 944 Quadratkilometern, wovon 67 Quadratkilometer Wasserfläche sind.
Im Westen wird das Parish vom Belle River begrenzt, einen Nebenarm des Atchafalaya, einem Mündungsarm des Mississippi. Unweit des Belle River liegt der Lake Verret. Durch den Osten des Assumption Parish verläuft der Bayou Lafourche, der ehemals ein weiterer Mündungsarm des Mississippi war.
An das Assumption Parish grenzen folgende Nachbarparishes:
| Iberia Parish     | Iberville Parish, Ascension Parish | St. James Parish  |
| St. Martin Parish |                                    | Lafourche Parish  |
| St. Mary Parish   |                                    | Terrebonne Parish |

## Geschichte
Das Assumption Parish wurde am 31. März 1807 als eines der 19 Original-Parishes gebildet. Benannt wurde es nach einer hier ansässigen Kirchengemeinde.

## Demografische Daten

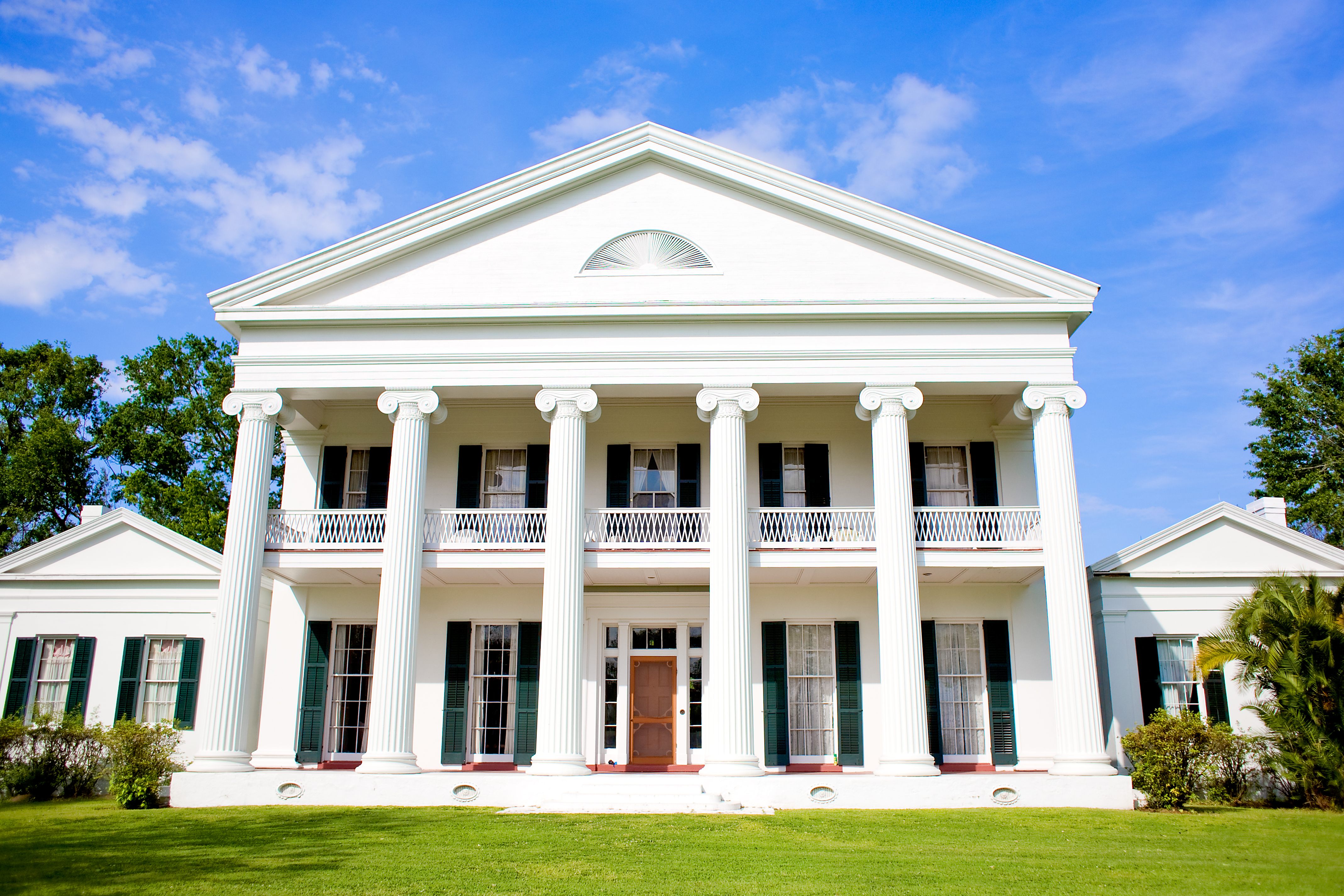
Das Madewood Plantation House, National Historic Landmark im Assumption Parish

Nach der Volkszählung im Jahr 2010 lebten im Assumption Parish 23421 Menschen in 8590 Haushalten. Die Bevölkerungsdichte betrug 26,7 Einwohner pro Quadratkilometer. In den 8590 Haushalten lebten statistisch je 2,69 Personen.
Ethnisch betrachtet setzte sich die Bevölkerung zusammen aus 68,1 Prozent Weißen, 30,0 Prozent Afroamerikanern, 0,6 Prozent amerikanischen Ureinwohnern, 0,3 Prozent Asiaten, 0,1 Prozent Polynesiern sowie aus anderen ethnischen Gruppen; 0,9 Prozent stammten von zwei oder mehr Ethnien ab. Unabhängig von der ethnischen Zugehörigkeit waren 2,0 Prozent der Bevölkerung spanischer oder lateinamerikanischer Abstammung.
23,4 Prozent der Bevölkerung waren unter 18 Jahre alt, 62,0 Prozent waren zwischen 18 und 64 und 14,6 Prozent waren 65 Jahre oder älter. 51,1 Prozent der Bevölkerung war weiblich.
Das jährliche Durchschnittseinkommen eines Haushalts lag bei 46.699 USD. Das Pro-Kopf-Einkommen betrug 21.752 USD. 18,0 Prozent der Einwohner lebten unterhalb der Armutsgrenze.

## Ortschaften im Assumption Parish
Village
- Napoleonville

Census-designated places (CDP)
| - Bayou L’Ourse - Belle Rose - Labadieville | - Paincourtville - Pierre Part - Supreme |

Andere Unincorporated Communitys
| - Albemarle - Attakapas Canal - Attakapas Landing - Bayou Corne - Bayou Crab - Belle Alliance - Belle River - Belle Terre - Bellewood - Bertie - Boeuf - Brule - Brulie Maurin - Bruly Saint Martin | - Brusle Saint Vincent - Cancienne - Cedar Grove Plantation - Chula - Church Spur - Dwight Fields - Elm Hall - Elm Hall Junction - Elmfield - Enola - Foley - Freetown - Georgia - Glenwood | - Grand Bayou - Himalaya - Ingleside - Kessler - Klotzville - Leche - Little Texas - Lower Texas - Lula - Madewood - Magnolia - Oakley - Percle - Plattenville | - Ratliff - Rosedale - Saint Thomas - Sweet Home - Upper Texas - Ursa - Westfield - Wildwood - Woodlawn |

## Gliederung

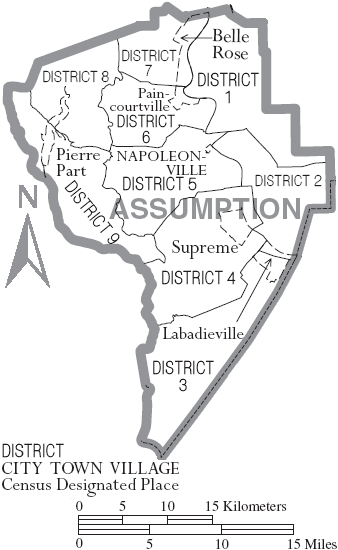
Gliederung des Assumption Parish

Das Assumption Parish ist in neun durchnummerierte Distrikte eingeteilt:
| Distrikt | Einwohner (2010) | FIPS     |
| -------- | ---------------- | -------- |
| 1        | 2759             | 22-94009 |
| 2        | 2479             | 22-94207 |
| 3        | 3089             | 22-94390 |
| 4        | 2167             | 22-94573 |
| 5        | 2546             | 22-94768 |
| 6        | 2195             | 22-94939 |
| 7        | 2274             | 22-95098 |
| 8        | 2780             | 22-95245 |
| 9        | 3132             | 22-95362 |